# Nothoprocta ornata
La perdiz cordillerana (Nothoprocta ornata), también conocido como inambú serrano y tinamú pisacca, es una especie de ave tinamiforme de la familia Tinamidae que se encuentra comúnmente a gran altitud en pastizales y zonas de arbustos secos en regiones subtropical y tropical de entre 2.000 y 4.000 m s. n. m., aunque se ha registrado hasta los 4.800 m.s.n.m.
Esta especie es nativa del centro y sudeste del Perú, Bolivia, el extremo norte de Chile y el oeste de Argentina.

## Subspecies
- Nothoprocta ornata ornata que se encuentra en el sudeste del Perú y en el extremo norte de Chile y Bolivia.
- Nothoprocta ornata branickii se encuentra en el centro del Perú.
- Nothoprocta ornata rostrata se encuentra en el oeste de Argentina.

## Características
La perdiz cordillerana tiene una altura aproximada de 32 cm. Sus partes superiores son marrones grisáceas. Su cabeza y cuello prominente manchado con negro, con delgadas y curvadas. Las patas son de un color amarillento o grisáceo.